# The Definitive Collection (DVD)
The Definitive Collection es el nombre de un DVD que contiene una videografía del grupo sueco ABBA, publicado a mediados del 2002. El nombre proviene del doble CD lanzado un año antes.
The Definitive Collection contiene 34 videos musicales considerados oficiales de ABBA. La mayoría de ellos fueron dirigidos por Lasse Hallström. "On and On and On" fue hecho por Anders Hanser, mientras "The Day Before You Came" y "Under Attack" por el equipo de Kjell Sundvall y Kjell-Åke Andersson.
Entre los videos adicionales se encuentra "When I Kissed The Teacher", hecho para el especial de TV ABBA D'ABBA Doo; los tres videos que el grupo hizo para sus temas en español ("Estoy soñando", "Felicidad" y "No hay a quien culpar"); y la presentación de ABBA ante los reyes suecos, con el tema "Dancing Queen". 
El DVD contiene los 30 videos del grupo más cinco adicionales. Además una colección de fotografías y un folleto escrito por Carl Magnus Palm sobre la realización de los videos.
Todos los videos fueron remasterizados digitalmente de las cintas originales, y sincronizados con las últimas masterizaciones de los temas del grupo. 

## Vídeos
- 1. "Waterloo" (1974)
- 2. "Ring-Ring" (1974)
- 3. "Mamma Mia" (1975)
- 4. "S.O.S." (1975)
- 5. "Bang-A-Boomerang" (1975)
- 6. "I Do, I Do, I Do, I Do, I Do" (1975)
- 7. "Fernando" (1976)
- 8. "Dancing Queen" (1976)
- 9. "Money, Money, Money" (1976)
- 10. "Knowing Me, Knowing You" (1976)
- 11. "That's Me" (1976)
- 12. "The Name Of The Game" (1977)
- 13. "Take A Chance On Me" (1978)
- 14. "Eagle" (1978)
- 15. "One Man, One Woman" (1978)
- 16. "Thank You For The Music" (1978)
- 17. "Summer Night City" (1978)
- 18. "Chiquitita" (1979)
- 19. "Does Your Mother Know?" (1979)
- 20. "Voulez Vous" (1979)
- 21. "Gimme! Gimme! Gimme! (A Man After Midnight)" (1979)
- 22. "On and On and On" (1980)
- 23. "The Winner Takes It All" (1980)
- 24. "Super-Trouper" (1980)
- 25. "Happy New Year" (1980)
- 26. "When All Is Said And Done" (1981)
- 27. "One of Us" (1981)
- 28. "Head Over Heels" (1981)
- 29. "The Day Before You Came" (1982)
- 30. "Under Attack" (1982)

### Videos adicionales
- 31. "When I Kissed The Teacher" (ABBA-dabba-doo!!!) (1976)
- 32. "Estoy soñando" (1979)
- 33. "Felicidad" (1980)
- 34. "No hay a quien culpar" (1981)
- 35. "Dancing Queen" (En vivo en la Ópera Real Sueca)

## Listas de Popularidad
| Lista                                   | Posición |
| --------------------------------------- | -------- |
| Alemania Music Video & DVD Chart        | 1        |
| Nueva Zelanda Top 20 RIANZ DVD Chart    | 1        |
| Suecia DVD Chart                        | 1        |
| Finlandia Top 10 YLE DVD Chart          | 2        |
| UK Music Video Chart                    | 2        |
| E.U. Billboard Top Music Video Chart    | 2        |
| México Music Video Chart                | 5        |
| Holanda Music Video Chart               | 8        |
| Australia Top 30 ARIA Music Video Chart | 25       |

## Certificaciones
| País/Organización | Certificación | Ventas  |
| ----------------- | ------------- | ------- |
| ARIA              | Platino X 3   | 45,000  |
| IFPI              | Platino X 2   | 100,000 |
| RIANZ             | Platino X 2   | 10,000  |
| RIAA              | Platino       | 100,000 |
| AMPROFON          | Oro           | 50,000  |
| NVPI              | Oro           | 40,000  |
| IFPI              | Oro           | 10,000  |